# José Francisco de Arce y Rojas
José Francisco de Arce y Rojas, nasceu no dia 8 de novembro de 1651, em Santa Cruz de La Palma, capital da Ilha de La Palma (Ilhas Canárias, Espanha), como o primogênito de José de Arce y Rojas e María González de Lima.

## Família
Em 1640, o alferes José de Arce y Rojas, saiu de Garachico para se estabelecer na Ilha de "La Palma", como um pequeno comerciante. José era natural de Angra do Heroísmo, na Ilha Terceira do Arquipélago de Açores (Portugal). 
Em 17 de maio de 1644, casou-se com María González de Lima, filha de Juan González de Lima e María González, em Santa Cruz de La Palma. Desse matrimônio, nasceram três filhos: José Francisco, Juan e Luís de Arce y Rojas. Os dois filhos mais velhos foram educados no convento dos dominicanos em Santa Cruz de La Palma e, após a conclusão do ensino médio, foram enviados à Sevilha, onde iniciaram a Faculdade de Direito no Colégio de São Hermenegildo (uma instituição fundada e dirigida pelos jesuítas), mas não concluíram esse curso, pois ingressaram na Companhia de Jesus. 
Em 1659, foi nomeado pelo Rei Felipe IV como Regedor Perpétuo do Cabildo da Ilha de La Palma, um título hereditário, cargo que exerceu, apesar da oposição de outros Regedores Perpétuos de La Palma, liderados por Andrés Lorenzo Salgado. 
No lugar também exerceu funções de inspetor e contador militar, chegando a ser capitão e sargento maior das "milícias insulares". Além disso, exerceu a função de inspetor de combate ao contrabando. 
Mandou trazer, à Santa Cruz de La Palma, uma imagem de São Francisco Xavier, que foi, posteriormente, colocada numa ermida que mandou construir na "Calle Real del Puerto", vizinha à sua residência. 
Em 17 de janeiro de 1672, obteve, do Bispo Bartolomé García Jiménez, a licença para iniciar a obra de construção da ermida. 
A obra, concluída em 1674, foi uma homenagem a dois de seus filhos, que tinham ingressado na Companhia de Jesus e foram enviados ao Paraguai para atuar em reduções naquele país.
A primeira missa na ermida, foi celebrada por Juan Pinto de Guisla, Visitador Geral de La Palma.
Em 17 de abril de 1677, o núncio apostólico, o autorizou a abrir uma tribuna que comunicava sua casa com a ermida. Depois, também recebeu uma licença para abrir uma porta para comunicar o coro da ermida com a sua casa. 
No dia 11 de abril de 1684, faleceu. Nesse contexto, o patronato da ermida e todos os seus bens foram destinados ao seu terceiro filho: Luís de Arce y Rojas.
Luis, casou-se com Catalina Montañés e, em 30 de maio de 1706, estabeleceu em testamento que sua casa, uma fazenda em Breña Baja, o patronato da ermida, o cargo de Regedor Perpétuo, e 53,3% de seus demais bens seriam destinados a seu filho, Francisco Javier Rojas y Montañés, que residia em Manila (Filipinas).
Seu testamento, também previu que no caso em que seu herdeiro não tomasse posse dos bens que: a ermida seria entregue à Companhia de Jesus para servir de núcleo inicial de um Colégio na Ilha e que no caso de desinteresse dos jesuítas, que parte de seus fossem destinados a para que um mestre de educação primária educasse os jovens do lugar.
Em 4 de setembro, de 1707, Luís de Arce y Rojas faleceu. 
Como o herdeiro não tomou posse dos bens, esses foram destinados à paróquia do lugar. 
Uma das filhas de Luis, Francisca Javier, tinha se tornado freira e passado a residir no Convento de Santa Catarina em Santa Cruz de La Palma.

## Na Companhia de Jesus
Quando tinha 17 anos, José Francisco foi enviado para estudar direito em Sevilha, juntamente com seu irmão Juan. Mas após um ano de curso, os dois abandonaram para ingressar no Noviciado Villagarcía de Campos, em Valladolid, da Companhia de Jesus.
Os irmãos fizeram seus estudos eclesiásticos em Valladolid, no Colégio Santo Ambrósio.
José Francisco foi enviado para a América do Sul, onde desembarcou no Uruguai.
Em 1674, chegou em Buenos Aires, onde atuou para fazer um acordo de paz entre duas etnias nativas rivais, os guaranis e os guanoas.
Terminou seus estudos de teologia na Universidade de Córdoba.
No dia 7 de novembro de 1677, foi ordenado como sacerdote e fez seus últimos votos no dia 15 de agosto de 1686.
Em 1689, fundou o Colégio Jesuita de Tarija (Bolívia), que dirigiria por três anos. Nessa época, fundou as primeiras reduções entre os chiriguanos: "Presentación de Nuestra Señora" e "San Ignacio".
Enfrentou os "encomienderos" e os bandeirantes que queriam escravizar os nativos.
No dia 31 de julho de 1691, fundou a redução de "San Ignacio", que agrupava chiriguanos.
No dia 31 de dezembro de 1691, juntamente com o irmão Antônio Rivas, fundou, na Bolívia, a redução de San Javier, a primeira redução jesuítica entre os chiquitos.
Em 1696, ajudou a organizar a resistência dos chiquitos contra uma incursão de bandeirantes paulistas. Nessa época foi formada uma milícia com cerca de 500 nativos, que foram reforçados por cerca de 130 soldados enviados de Santa Cruz de la Sierra que derrotaram a incursão bandeirante, matando 130 dos invasores e libertando cerca de 1500 nativos que tinham sido capturados para serem vendidos como escravos. 
Em 15 de dezembro de 1715, foi assassinado por paiaguás, juntamente com o padre Bartolomé Blende, quando fazia uma viagem exploratória por terras que, atualmente, pertencem ao Estado brasileiro do Mato Grosso do Sul. Essa viagem exploratória, tinha como objetivos encontrar uma rota segura entre as reduções jesuíticas entre os chiquitos na Bolívia e as reduções jesuíticas entre os guaranis, no Paraguai, por terras que atualmente pertencem ao Estado brasileiro do Mato Grosso do Sul.
Atuou por 41 anos como missionários entre os povos nativo da América do Sul, nesse tempo:
- teve contato com diversos povos nativos, como os chiquitos, os borós, os tabicás, os piñocas, os guaranis, os taucas e os perroquis; e

- aprendeu diversas línguas nativas, como o guarani, o chiquito, o guichua, o chiriguano e o payaguá[1] [3].